# Johannes-Nepomuk-Statue (Oberlaa)

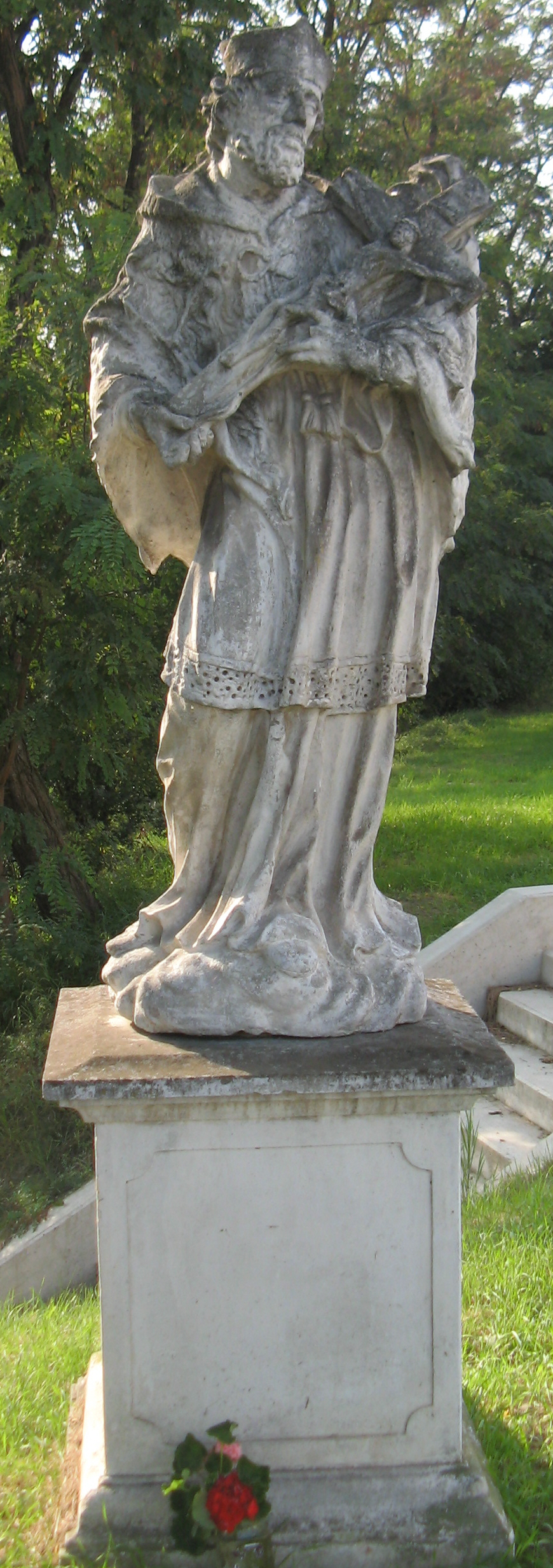
Statue des Hl. Johannes Nepomuk an der Liesingbach-Brücke

Die Johannes-Nepomuk-Statue ist eine denkmalgeschützte barocke Heiligenstatue aus der Mitte des 18. Jahrhunderts. Sie steht in der Himberger Straße an der Brücke über den Liesingbach im 10. Wiener Gemeindebezirk Favoriten, Bezirksteil Oberlaa.

## Baugeschichte
Bis zum Jahre 1920 stand die spätbarocke Statue des Johannes Nepomuk vor dem Gasthof Unsinn in der Himberger Straße 53–55. Bei der Restaurierung im Jahre 1979 erhielt sie auch einen neuen Sockel und wurde in die Himberger Straße/Ecke Kaistraße bei der Brücke über den Liesingbach versetzt.
Johannes Nepomuk wird normalerweise – als Einziger der Heiligen – mit einem Heiligenschein dargestellt, bei dieser Statue fehlt er allerdings.

## Hintergrund
Der böhmische König Wenzel IV. ließ den Priester Johannes Nepomuk am 20. März 1393 von der Prager Karlsbrücke in die Moldau stürzen und ertränken. Der hl. Nepomuk gilt deshalb als „Brückenheiliger“. Der Legende nach soll er sich geweigert haben, das Beichtgeheimnis zu brechen: Er habe dem König nicht verraten wollen, was dessen Frau ihm gebeichtet hatte. Der wirkliche Grund seiner Hinrichtung war jedoch ein politischer Konflikt seines Bischofs mit dem König. 1729 wurde Johannes Nepomuk heiliggesprochen. In der Zeit des Barock entstand besonders in den Ländern der Habsburgermonarchie ein intensiver Nepomukkult. Skulpturen des heiligen Nepomuk sind dort neben Kreuzen und Mariendarstellungen die am häufigsten außerhalb von Kirchen anzutreffenden christlichen Steinfiguren und stehen sehr häufig auf oder neben Brücken.